# Carmen Aída Lazo
Carmen Aída Lazo (San Salvador, 3 de enero de 1976) es una  economista salvadoreña y decana de la Escuela Superior de Economía y Negocios. Fue candidata a la Vicepresidencia de El Salvador por el Partido ARENA  para la Elección Presidencial 2019.

## Educación
En 1994, Lazo empezó estudiar economía en la Escuela Superior de Economía y Negocios. Se graduó con honores en 1999, y posteriormente recibió una maestría en macroeconomía aplicada de la Universidad Católica de Chile y una maestría en administración pública de la Universidad de Harvard. Mientras estudiaba en Harvard, recibió becas de los Gobiernos de Japón, los Estados Unidos y del Banco Mundial.

## Carrera
Lazo trabajó como Agente de Programa y Coordinador Diputado del Informe de Desarrollo Humano en el Programa de las Naciones Unidas para el Desarrollo. También trabajó en el Ministerio de Economía como un asesora en asuntos de energía, comercio internacional, zonas libres, estadística y negociaciones con sectores diferentes. Al mismo tiempo, Lazo tuvo parte en el primer consejo de administración de Superintendence de Competición y ostentó el cargo de presidenta del consejo de administración de la organización Un Techo para mi País. Participó en el equipo de la Sociedad para Crecimiento, y también en la formulación y negociación de Fomilenio II.

### Política
En 2018 fue elegida como representante del Partido de Concertación Nacional (PCN) para ser registrado en la elección presidencial de El Salvador en 2019. Fue candidata para la Vicepresidencia de El Salvador por el PCN junto a Carlos Calleja, de ARENA.